# Ель-Карім-еш-Шамалі
Ель-Карім-еш-Шамалі, Ель-Карім Північний (англ. Al-Kareim al-Shamali, араб. كريم الشمالي) — поселення в Сирії, що об'єднує невеличку друзьку общину в нохії Ес-Санамейн, яка входить до складу мінтаки Ес-Санамейн у південній сирійській мухафазі Дар'а.